# Législation électorale espagnole
La législation électorale espagnole est l’ensemble des lois et règlements régissant le système électoral en Espagne.
Dans l’actualité, la législation électorale espagnole est régie, outre la Constitution de 1978, par la Ley Orgánica del Régimen Electoral General (« Loi organique du régime électoral général », LOREG), pour ce qui est des élections générales, municipales et européennes, les élections aux parlements des communautés autonomes étant régies par leurs propres législations individuelles.
Depuis les débuts du parlementarisme en Espagne en 1812, 10 lois électorales différentes se sont succédé, apportant des modifications de portée variable au fonctionnement des scrutins et à la représentation du peuple.

## Législations historiques
La multiplication des lois électorales lors du règne d’Isabelle II (1833 – 1868), particulièrement au début, correspond schématiquement aux périodes d’alternance entre le Parti modéré — très conservateur — et le Parti progressiste. Cette période est caractérisée par un affrontement virulent entre les deux courants et la volonté du parti au pouvoir d’exclure l'opposition. L'alternance se fait habituellement par le recours à des coups militaires — les pronunciamientos —, et presque chaque nouveau gouvernement s’empresse de promulguer une nouvelle loi électorale afin de se garantir le succès dans les urnes.
À l'exception du premier Parlement — les Cortes de Cadix de 1812 — et des Cortes républicaines de 1931, les Cortes sont bicamérales, leur chambre basse est le Congrès des députés (Congreso de los Diputados) tandis que la chambre haute est le Sénat (Senado).
Concernant le découpage électoral, la circonscription provinciale correspond au scrutin proportionnel plurinominal, tandis que le vote dans le district se fait au scrutin uninominal majoritaire à un tour.
Jusqu'en 1931, le vote est réservé aux hommes âgés d'au moins 25 ans.

### Loi électorale de 1812
La loi de 1812 instaure un Parlement monocaméral, les Cortes de Cadix. Les élections se font au suffrage universel masculin indirect au quatrième degré, avec des circonscriptions provinciales. La constitution est abolie en 1814 avec la Restauration de l’absolutisme.

### Statut royal de 1834
Le Statut royal de 1834 instaure un Parlement bicaméral. Les élections se font au suffrage censitaire masculin indirect au deuxième degré, avec des circonscriptions provinciales.

### Loi électorale de 1836
Les élections se font au suffrage censitaire masculin direct, avec des circonscriptions provinciales. Toutefois, à la suite du soulèvement des sergents de la Granja, les Cortes élues en février 1936 ne se réunirent jamais.

### Loi électorale de 1837
Comme pour la loi de 1836, les élections se font au suffrage censitaire masculin direct, avec des circonscriptions provinciales. Toutefois, un changement profond dans les critères régissant le droit de vote — 6 critères sont définis — augmente considérablement le nombre d'électeurs, passant de 0.,5 % à 2.2 % de la population.

### Loi électorale de 1846
Les élections se font au suffrage censitaire masculin direct, mais le district uninominal devient la circonscription. D’autres changements entrainent une baisse de 50 % environ du nombre d’électeurs.

### Loi électorale de 1865
Les élections se font toujours au suffrage censitaire masculin direct, mais les circonscriptions deviennent une combination de provinces et de districts, selon les zones. Le nombre d’électeurs augmente considérablement.

### Loi électorale de 1869
Avec la fin de l'absolutisme, pour la première fois les élections se font toujours au suffrage universel masculin direct au Congrès ; les circonscriptions demeurent une combination de provinces et de districts, selon les zones. Le nombre d’électeurs augmente considérablement — environ un quart de la population —.
Ce mode de scrutin sera maintenu aux premières élections de la Restauration.

### Loi électorale de 1878
Avec la Restauration des Bourbons, le suffrage censitaire masculin est rétabli au Congrès, et la proportion d'électeurs redescend à environ 5 % de la population. Les circonscriptions électorales sont une combinaison de districts uninominaux et plurinominaux.

### Loi électorale de 1890
En 1890, le suffrage universel masculin est rétabli pour les élections au Congrès par un gouvernement libéral, ce qui entraine une augmentation considérable du nombre d’électeurs.

### Loi électorale de 1907
La loi électorale de 1907 est une initiative du gouvernement « long » du conservateur Antonio Maura, qui prétend lancer une « révolution » démocratique du système — une « révolution par le haut », inspirée par le mouvement du régénérationnisme — depuis les institutions et lutter contre le caciquisme et la fraude électorale.
Elle instaure le vote obligatoire — toutefois il semble que les sanctions prévues ne seront jamais appliquées —.
L’élaboration des listes électorales est dorénavant confiée à l’Institut géographie et statistique et non plus aux municipalités, ces dernières cessent également d’exercer le contrôle de la procédure électorale qui échoit désormais à un organisme étatique, la Junta Central de Censo.
L’article 29, très controversé, établit que, dans les districts électoraux avec une candidature unique, le candidat sera proclamé automatiquement et sans nécessité de procéder au vote. Avec ces mesures, on prétend mettre fin à la fraude électorale, mais c’est en réalité l’inverse qui se produira, cette disposition renforçant et encourageant la pratique de l’encasillado. Certains auteurs soulignent le paradoxe qui consistait à priver certains électeurs du vote alors que pour la première fois en Espagne la loi établissait le vote obligatoire et punissait, en théorie du moins, ceux qui ne le feraient pas. L’article 29 resta en vigueur durant les sept élections suivantes, au cours desquelles 734 sièges, un quart du total, furent pourvus par ce système — aux élections de 1916, convoquées et remportées par le libéral Romanones, et aux élections de 1923, convoquées et remportées par l’autre libéral Manuel García Prieto, un tiers des députés obtinrent leur siège sans passer par les urnes ; « dans les deux cas, il y eut autant d’électeurs privés du pouvoir d’exercer leur vote (un million sept cent mille) que de votants (deux millions) dans les districts et circonscriptions où il y eut effectivement une élections » —. Carmelo Romero Salvador explique ainsi l’extension de l’application de l’article 29 : « étant donné que passer par les urnes supposait toujours pour les partis et les candidats, y compris lorsque l’élection était assurée, des gênes, des dépenses et une plus grande dépendance des demandes personnelles et collectives des électeurs, parvenir à des accords pour éviter la concurrence entre eux devint un objectif hautement convoité ».
La loi de 1907 rendit plus difficile le dépôt de candidatures aux élections générales, si bien que dans la plupart des districts, les listes de candidats restèrent monopolisées par les candidats des deux partis dynastiques.
La loi n'instaure pas non plus le vote à bulletin secret, qui aurait été indispensable pour contrer l'influence des caciques.
De multiples commentateurs soulignent ainsi que cette loi n'eut que peu d'impact et resta très éloignée des intentions qu'elle avait affichées.

### Loi électorale de 1931
La Constitution de 1931 établit des Cortes monocamérales, donne pour la première fois, le droit de vote aux femmes et abaisse l'âge de la majorité à 23 ans.